# Хорње Мито
Хорње Мито (слч. Horné Mýto, мађ. Felsővámos) насељено је мјесто са административним статусом сеоске општине (слч. obec) у округу Дунајска Стреда, у Трнавском крају, Словачка Република.

## Становништво
| Година:    | 1994. | 2004.   | 2014.   | 2024.   |
| ---------- | ----- | ------- | ------- | ------- |
| Број људи: | 945   | 977     | 959     | 925     |
| Разлика:   |       | +3,38 % | -1,84 % | -3,54 % |

| Година:    | 2023. | 2024.   |
| ---------- | ----- | ------- |
| Број људи: | 908   | 925     |
| Разлика:   |       | +1,87 % |

Према подацима о броју становника из 2011. године насеље је имало 951 становника.